# Günter Praschak (Keramiker)
Günter Praschak (* 30. November 1940 in Wien; † 12. November 2015 in Perchtoldsdorf) war ein österreichischer Keramikkünstler und Hochschullehrer.

## Leben und Wirken
Günter Praschak gilt als ein Vertreter der Modernen Keramik in Österreich, der auch Hochschullehrer an der Kunstuniversität Linz tätig war.
Praschak folgte nach seiner künstlerischen Grundausbildung (1958–1961) an der damaligen Kunstgewerbeschule Wien (heute eingegliedert in die Universität für Angewandte Kunst Wien) dem Ratschlag seines dortigen Professors Robert Obsieger, Keramik auch als Handwerk zu erlernen und absolvierte eine Lehre in der Werkstatt der Keramik-Dynastie von Hans und Franz Eska in München (1961-1962, Gesellenprüfung).
Parallel dazu nahm er am Josef-Hoffmann-Seminar für Keramik in Wien unter der Leitung von Kurt Ohnsorg teil (1962–1963) und arbeitete anschließend von 1964 bis 1969 als Designer und Keramiker bei der Firma Knabstrup Keramiske Industri in Dänemark, wo er auch (ab 1967 gemeinsam mit Waltraud Praschak-Thalhammer) ein eigenes Atelier in deren Fabrik in Kopenhagen betrieb. Hier wurden bis heute bedeutsame Fliesen-Designs und Reliefs sowie Keramik-Objekte bzw. -Serien gestaltet.
Der Künstler erarbeitete damit (und auch später in Linz) Design- und Glasurentwicklungen für Gebrauchsporzellan, sowie Ausführungen von Baukeramiken (Fliesen) für verschiedene österreichische und skandinavische Firmen (u. a. Gmundner Keramik, Knabstrup Keramiske Industri, Dänemark). Er gestaltete auch archäologische Modelle (Tempel) und Rekonstruktionen (antike Brennöfen), insbesondere in Verbindung mit den österreichischen Grabungen in Ägina-Kolonna (Grabungen der Universität Salzburg ab 1966, Mitwirkung Praschak 1973 - 1979).
Günter Praschak folgte dann Herbst 1969 dem Ruf von Kurt Ohnsorg, ihn als Assistent an der damaligen Kunstschule der Stadt Linz beim Aufbau der Meisterklasse Keramik zu unterstützen. Nach dem allzu frühen Freitod Ohnsorgs im Herbst 1970 übernahm er zunächst übergangsweise die Leitung der Lehrkanzel. Ab 1973 hatte er bis zu seiner Emeritierung 2004 eine Professur an der Kunstuniversität Linz inne. Anschließend wirkte er nach seiner Pensionierung bis zu seinem Tod 2015 als freischaffender Künstler in seinem Atelier in Perchtoldsdorf bei Wien.
Der Künstler war zunächst mit der Künstlerin Waltraud Thalhammer verheiratet (1968–1988), und lebte zuletzt mit seiner dritten Frau, der Malerin Katja Praschak, in Perchtoldsdorf bei Wien.
Günter Praschak war Mitglied der Künstlervereinigung MAERZ in OÖ. (ab 1972), beim Künstlerhaus Wien (ab 1975) und bei der „Academie Internationale de la Ceramique, Genf (AIC/IAC)“ (ab 1984).

## Preise und Einladungen (Auswahl)
- Erstes und Siebtes Internationales Keramiksymposium Gmunden 1963, 1978 (Einladung);
- Internationales Keramiksymposium Stoob, Burgenland, 1972 (Einladung);
- Danzig, Polen: Medaille beim Internationalen Wettbewerb, 1981;
- Faenza, Italien: Diploma „Concorso internationale della ceramica d`arte“, 1982;
- Kulturpreis des Landes Oberösterreich für Bildende Kunst, 1984;
- Internationales Keramik-Symposium Kassel, 1990 (Einladung);
- Internationales Keramik-Symposium Bechyně, 1992 (Einladung);
- Prize of the Jury, 2nd Cairo International Biennale for Ceramics, 1994;
- IKSIT – Internationales Keramiksymposium Innsbruck-Tirol, 2005 (Einladung);
- International Terracotta Symposium, Eskişehir, Türkei, 2010 (Einladung);[10]
- 8th International Symposium of Ceramic Art, Voglje-Šenčur, Slowenien, 2013 (Einladung).

## Ausstellungen (Auswahl)

### Personale Ausstellungen
- 1981 Arbeiten aus Porzellan und Keramik, Galerie Academia, Salzburg (Katalog);
- 1981 Gefäße, Skulpturen und Objekte, Baukeramik, Modelle und Rekonstruktionen, Hochschule für künstlerische und industrielle Gestaltung Linz (Katalog);
- 1982 Tonlandschaft, Keramik Studio, Wien;
- 1985 Günter Praschak – Gefäße, Skulpturen, Objekte aus Keramik, Galerie der Stadt Stuttgart;
- 1985 Günter Praschak – Keramik / Keramische Arbeiten, Wanderausstellung (2 Ausstellungsorte): Museum für Angewandte Kunst Wien, Galerie Unteres Belvedere, Wien (Katalog);
- 1988 Günter Praschak – Keramik, Galerie Weidan, Schärding;
- 1989 Günter Praschak – Keramische Arbeiten, Galerie MAERZ, Linz;
- 1991, 1994 Skulpturen und Gefäße, Galerie Ceramic Arts, Wien;
- 1992 Günter Praschak: Céramiques, Galerie Leonelli, Lausanne;
- 1993 Günter Praschak – Keramik, Kammerhofgalerie Gmunden;
- 1995 Rudolf Leitner-Gründberg und Günter Praschak, Galerie F. Figl, Linz (mit Rudolf Leitner-Gründberg);
- 1996 Keramik und Skulptur, Galerie an der Stadtmauer, Villach;
- 1998 Terra Incognita, Galerie Bergerhaus, Gumpoldskirchen;
- 1999–2000 Skulpturen und Schiffe, Wanderausstellung (2 Ausstellungsorte): Keramikmuseum Westerwald (Höhr-Grenzhausen/BRD), Kunstuniversität Linz (Katalog);
- 2000 Günter Praschak – Skulpturen, Galerie Kunsttreff Küniglberg, Wien;
- 2001 Günter Praschak und Lubomir Silar, Galerie „Flora cum Arte“, Tulln (mit Lubomir Silar[11]);
- 2001 Günter Praschak – Skulpturen, Galerie F. Figl, Linz;
- 2006 Günter Praschak, Galerie am Markttor, Perchtoldsdorf;
- 2009 Günter Praschak – Keramik, Galerie KONI, Linz;[12]
- 2015 Katja und Günter Praschak, Galerie der Goldschmiede „der große bär“, Wien (mit Katja Praschak);
- 2016 Gegengewicht, Galerie artP.kunstverein, Perchtoldsdorf (posthum, mit Peter Ramsebner, Judith Wagner).

### Gruppenausstellungen
- 1967–1970, 1972-1973, 1982 Concorso internazionale della Ceramica d`Arte, Museo Internazionale delle Ceramiche Faenza;
- 1972 Kurt Ohnsorg und sein Kreis, Österreichisches Museum für Angewandte Kunst Wien;
- 1972 International exhibition of Ceramics 1972, Victoria and Albert Museum, London (Katalog);
- 1973 Ceramic Art of the World. L'art de la ceramique du monde 1973, Alberta College of Art, Calgary, Kanada (Katalog);
- 1974 Ausstellung des oö. Werkbundes, Universitätsplatz, Stadt Salzburg[13];
- 1982 Keramische Plastik, Österr. Galerie für Keramik, Wien;
- 1982–1984 Kunstkeramik – Zeitgemäße Formen, Wanderausstellung der NöART (Nö. Gesellschaft für Kunst und Kultur), (17 Ausstellungsorte, u. a.: St. Pölten (Stadtmuseum), Krems an der Donau (Museum Krems), Baden bei Wien (Kunsthaus Frauenbad), Wiener Neustadt (Stadtmuseum)). und 14 andere Orte in NÖ.;
- 1983 Zeitgenössische Keramik aus Österreich, Keramik-Galerie – Dr. G. und E. Schneider, Freiburg im Breisgau;
- 1985 Zeitgenössische Keramik in Österreich, Art Gallery – Keramik Studio, Wien;
- 1986 Keramik x 13: Die Linzer Schule in Klagenfurt, Stift St. Paul im Lavanttal, Kärnten;
- 1986 Europäische Keramik der Gegenwart, Keramion Museum, Frechen bei Köln (Katalog);
- 1986–1987 Zeitgenössische Keramik aus Österreich, Wanderausstellung der Österreichischen Galerie für Keramik (5 Ausstellungsorte): Veste Coburg, Hetjens-Museum (Düsseldorf), Galerie Puls (Brüssel), Sakıp Sabancı Museum (Istanbul), Kunstindustri Muset (Kopenhagen);
- 1988 Österreichische Künstler, Galerie Kempf, Mollis, Schweiz (heute: Gemeinde Glarus Nord, Schweiz);
- 1988 4 Keramiker aus Österreich, Galerie der Volkshochschule Leverkusen;
- 1989 Keramik aus Österreich, Galerie Böwig, Hannover (Katalog);
- 1989 Skulpturen und Raumkonzepte – 75 Jahre Künstlervereinigung MAERZ, Museum Francisco-Carolinum (heute: Landesgalerie Linz) (Katalog);
- 1990 Zeitgenössische Keramik aus Österreich, Keramion Museum, Frechen bei Köln (Katalog);
- 1991 Porzellane: moderne Unikate aus 14 europäischen Ländern: Sammlung Thiemann, Schloss Reinbek, Reinbek b. Hamburg (Katalog);
- 1992 Keramik aus Leidenschaft, eine Privatsammlung moderner Keramik, Museum Bellerive (Zürich);
- 1992 Feuermale – Internationale Keramik-Ausstellung, Spitalspeicher, Offenburg, BRD;
- 1993–1994 Keramik aus Österreich, Galerie Künstlerbunker Karlstraße, Leverkusen, BRD;
- 1994 Keramik-Skulptur – Körper-Volumen (Ausstellung der Salzburger Galerie im Traklhaus), Hipp-Halle, Gmunden;
- 1996 Académie Internationale de la Céramique (AIC/IAC) members exhibition, Saga Prefectural Art Museum, Saga/Japan (Katalog);
- 1996 Keramik des 20. Jahrhunderts. Sammlung Ingrid und Rudolf Welle, Städtische Galerie Paderborn und Welle Ausstellungszentrum, Paderborn (Katalog);
- 1998 The Human Figure, Kunstforum Kirchberg SG, Schweiz;
- 1998 International Contemporary Ceramics from the Igal and Diane Silber Collection, Laguna Art Museum, Laguna Beach/Cal./USA (Katalog);
- 1999 Sculptures in Clay, Rufford Craft Center, Newark-on-Trent/(Nottinghamshire, England);
- 2000 Keramik an europäischen Hochschulen: 13 Portraits, Wanderausstellung (2 Ausstellungsorte): Saarländisches Künstlerhaus/Saarbrücken; Keramion Museum, Frechen bei Köln (Katalog);
- 2001 Nationenausstellung Österreich, Wanderausstellung (2 Ausstellungsorte): Galerie Handwerk d. Handwerkskammer München, Galerie Handwerksform d. Handwerkskammer Hannover;
- 2003 Metall und Erde, Künstlerhaus Wien;
- 2004 Westerwald-Preis, Ausstellung der Preisträger und Kandidaten, Keramikmuseum Westerwald, Höhr-Grenzhausen, BRD;
- 2005 IKSIT – Internationales Keramiksymposium Innsbruck 2005, Wanderausstellung (2 Ausstellungsorte) Foyer der Hofburg (Innsbruck), Galerie Nothburga, Innsbruck (Katalog online);
- 2006 Form im Wandel. Gegenwartskeramik aus Österreich, Museum für Angewandte Kunst Wien (Katalog);
- 2010 Grundstein, Galerie Kontur, Wien;
- 2011 K.i.Ste – Keramik, Keramik im Steinbruch Oberpullendorf, Burgenland[14];
- 2013 Wegmarken: MAERZ 1952 – 2002, Wanderausstellung (2 Ausstellungsorte): Architekturforum Oberösterreich, MAERZ (Künstlervereinigung), beide Linz;
- 2014 INTERN IV, artP.kunstverein, Perchtoldsdorf, Niederösterreich;
- 2015 Keramik im Steinbruch, Steinbruch Oberpullendorf, Burgenland;
- 2017 Keramik aus Leidenschaft II: Günter Praschak, Ingrid Miura-Grininger, Barbara Reisinger, Martina Funder, Margarete Geffke, Gabriele Hain, Maria Baumgartner, Nö-Dokumentationszentrum für Moderne Kunst, St. Pölten (Katalog)
- 2021 500 Türme, artP.kunstverein, ausgestellt in der Burg Perchtoldsdorf, NÖ.[15]

## Werke in Museen, Sammlungen und im öffentlichen Raum (Auswahl)

### Museen
- Museum für Angewandte Kunst Wien (MAK);
- Oö. Landesmuseum Francisco-Carolinum, Landesgalerie Linz;
- Keramion Museum für zeitgenössische Keramik, Frechen bei Köln;
- Lentos Kunstmuseum Linz;
- Keramikmuseum Westerwald, Höhr-Grenzhausen;
- Saga Prefectural Art Museum, Saga (Saga)/Japan;
- Městské Muzeum, Bechyně, Tschechien.

### Sammlungen
- Kunstsammlung des Landes Oberösterreich[16];
- Kunstsammlung des Landes Niederösterreich[17];
- Kunstsammlung des Bundes (Kunstsektion)[18];
- Sammlung der Kreissparkasse Westerwald;
- Sammlung „Cornelis Ouwehand“, Heiloo/NED (heute: Museum Bellerive an der Zürcher Hochschule der Künste);
- Sammlung „Ingrid und Rudolf Welle“, Paderborn (heute: Museum für Angewandte Kunst (Gera));
- Sammlung „Hans Thiemann“, Hamburg;

### Werke im öffentlichen Raum
- (mit Waltraud Praschak-Thalhammer & Alfons Ortner): Keramikwand im sog. „TBC-Bau“, Allgemeines Krankenhaus der Stadt Linz (1972);
- Brunnen, Haashof in der Stadt Wels[19] (1978)

## Publikationen
- Günter Praschak (Hrsg.): Keramik: Ausstellung im Stadtmuseum Linz-Nordico. Ausstellung im Museum für Angewandte Kunst Wien, Linz 1980: Hochschule für künstlerische und industrielle Gestaltung Linz, Meisterklasse für Keramik (Katalog);
- Günter Praschak (Katalogbearbeitung & technolog. Kommentar), Max Kaindl-Hönig (Hrsg., Texte): Arno Lehmann: Keramik – Plastik – Malerei, Galerie Welz, Salzburg 1983 (Katalog), ISBN 978-3-85349-090-7.
- Günter Praschak, Ingrid Miura-Grininger, Eberhard Bauer, Frank Geffke: Schnellbrandverfahren für Porzellan und Steinzeug bei reduzierender Brandführung: Projekt Nr. P 4189 des FWF, Linz 1987: Hochschule für künstlerische und industrielle Gestaltung Linz, Meisterklasse für Keramik (Forschungsbericht zum FWF-Projekt);
- Heimo Kuchling, Maria Baumgartner, Günter Praschak: Keramik Österreich, Ausstellung Galerie Böwig, Hannover 1989 (Katalog);
- Günter Praschak: Gedanken: Keramik am Beispiel Gefäß. Thoughts on ceramics, taking ceramic pots as an example, in: Maria Baumgartner (Hg): Neues Feuer. Ein Ausstellungsprojekt der Keramik an der Universität für künstlerische und industrielle Gestaltung Linz, Linz 1999: Kunstuniversität Linz, S. 4–7, ISBN 3-901112-16-2.
- Günter Praschak: Gedanken, in: IKSIT 2005: Online-Katalog, Innsbruck 2005: IKSIT – Internationales Keramik Symposium Innsbruck-Tirol;[20]
- Günter Praschak: Thoughts, in: AIC, IAC website, Genf 2014: Academie Internationale de la Ceramique.[21]
- Katja Praschak (Hrsg.): Günter Praschak – Skulpturen und Reflexionen, Verlag Bibliothek der Provinz (artedition), Weitra, 2025, ISBN 978-3-99126-355-5.